# Método hipotético-dedutivo
O Método hipotético-dedutivo consiste na construção de conjecturas, ou seja, premissas com alta probabilidade e que a construção seja similar, baseada nas hipóteses, isto é, caso as hipóteses sejam verdadeiras, as conjecturas também serão. Por isso as hipóteses devem ser submetidas a testes, os mais diversos possíveis, à crítica intersubjetiva, ao controle mútuo pela discussão crítica, à publicidade (sujeitando o assunto a novas críticas) e ao confronto com os fatos, para verificar quais são as hipóteses que persistem como válidas resistindo às tentativas de falseamento, sem o que seriam refutadas. É um método com consequências, que leva a um grau de certeza igual ao das hipóteses iniciais, assim o conhecimento absolutamente certo e demonstrável é dependente do grau de certeza da hipótese.
De acordo com Marconi e Lakatos (2017), Mario Bunge cita as seguintes etapas desse método:
a) Colocação do problema:
- Reconhecimento dos fatos
- Descoberta do problema
- Formulação do problema

b) Construção de um modelo teórico:
- Seleção dos fatores pertinentes
- Invenção das hipóteses centrais e das suposições auxiliares

c) Dedução de consequências particulares:
- Procura de suportes racionais
- Procura de suportes empíricos

d) Teste das hipóteses:
- Esboço da prova
- Execução da prova
- Elaboração dos dados
- Inferência da conclusão

e)Adição ou introdução das conclusões na teoria:
- Comparação das conclusões com as predições e retrodições
- Reajuste do modelo
- Sugestões para trabalhos superiores

## Estrutura
1. Fazer observações
2. Organizar as observações em hipóteses
3. Testar essas hipóteses em observações anteriores
4. Modificar as hipóteses originais, se assim se fizer necessário.
5. Fazer previsões baseadas nas hipóteses
6. Testar conclusões.(deduçao)
Este método foi utilizado por Edward Jenner, para descobrir a vacina contra a varíola e é amplamente utilizados nas ciências teóricas.